# سور محصن
 سور محصن  هو معلم أثري تونسي مصنف من قبل المعهد الوطني للتراث يقع في ولاية قابس في الجنوب الشرقي التونسي، تحديدا في مدينة هنشير قصر القلة تم تصنيف المعلم في يوم 22 مارس 1899 .

## مقالات ذات صلة
- قائمة المعالم الأثرية المصنفة في تونس